# Conor McLaughlin
Pour les articles homonymes, voir McLaughlin.
Conor McLaughlin (né le 26 juillet 1991 à Belfast, en Irlande du Nord) est un ancien footballeur international nord-irlandais qui jouait au poste de défenseur. Le 14 avril 2022, il annonce mettre un terme à sa carrière professionnelle à la suite d'une blessure. Il est le frère aîné de Ryan McLaughlin.

## Carrière
Le 5 juillet 2017, il rejoint Millwall.
Le 1er juillet 2019, il rejoint Sunderland.

## Palmarès

### En club
- Vainqueur de la EFL Trophy en 2021 avec Sunderland